# Institutum Romanum Finlandiae

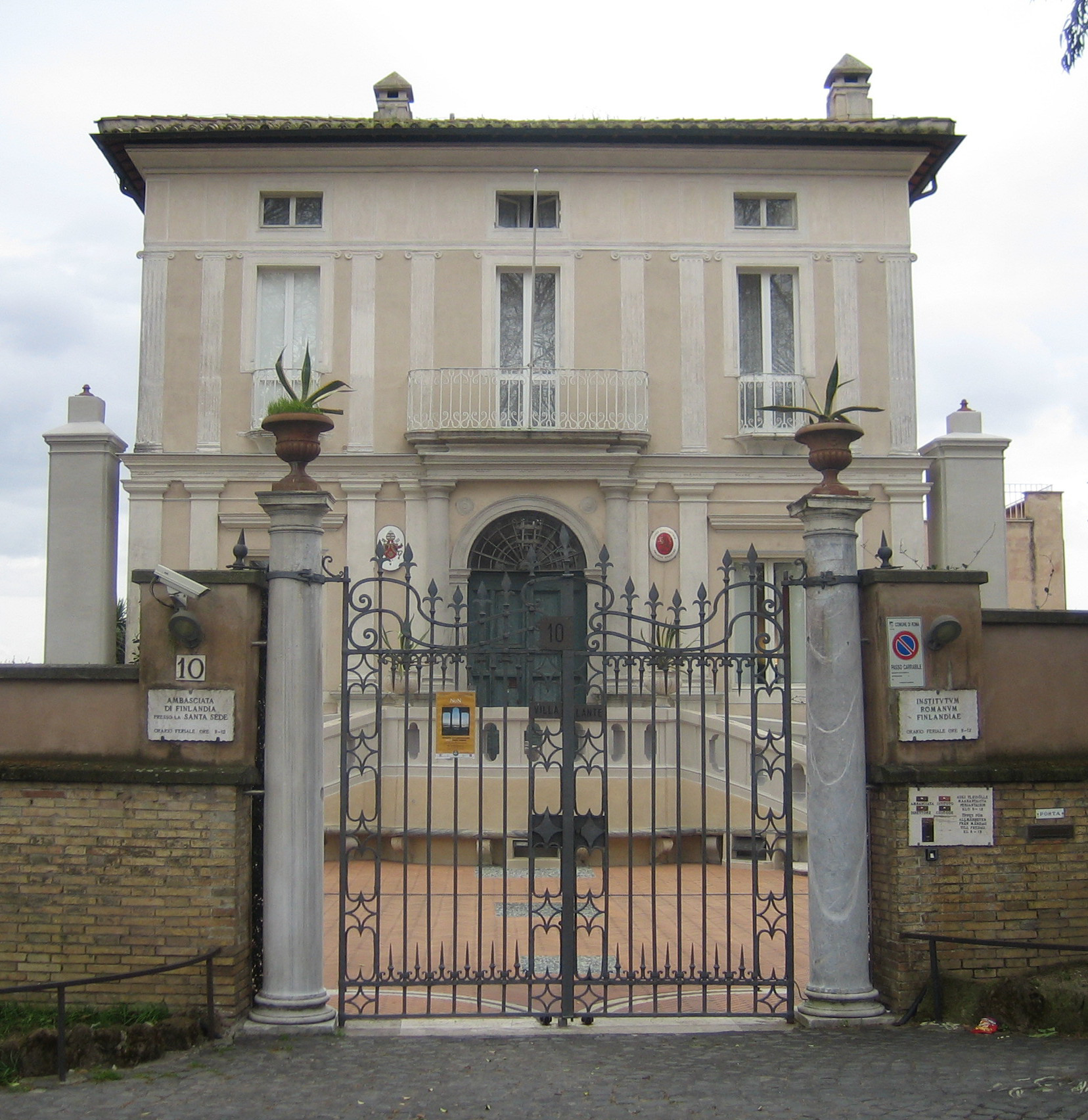
Villa Lante auf dem Gianicolo, Sitz des Institutum Romanum Finlandiae

Institutum Romanum Finlandiae (finnisch Suomen Rooman-instituutin, „Finnisches Institut in Rom“) ist eine finnische Forschungseinrichtung mit Sitz in Rom. Das 1954 gegründete Institut ist die älteste finnische Auslandseinrichtung dieser Art.
Amos Anderson, Mäzen und Kulturpersönlichkeit mit Interesse an Europas antiker Kultur stellte 1938 das Grundkapital für die Stiftung eines in Rom zu gründenden Institutum Romanum Finlandiae, das nach dem Vorbild des 1925 gegründeten Svenska Institutet i Rom eingerichtet werden sollte. Als der Stiftung 1951 anonym eine hohe Geldsumme zufloss, wurde die Gründung des Instituts in Rom mit Nachdruck betrieben, nachdem bereits 1950 die Villa Lante auf dem Gianicolo in Rom mit Stiftungsgeldern, aber offiziell durch den finnischen Staat erworben worden war. Nach Restaurierungsarbeiten kam es 1954 zur Eröffnung.
Das Institutum Romanum Finlandiae dient der Forschung und Lehre zum kulturellen Erbe des antiken Rom und soll die gewonnenen Kenntnisse in Finnland verbreiten. Das Spektrum ist dabei breit gefächert und umfasst neben der Sozial- und Kulturgeschichte auch Forschungen zur Klassischen Philologie, zur Kunstgeschichte, zur Archäologie und Topographie Roms und seiner Umgebung. Neben der Antike werden Mittelalter und Renaissance in die Forschungen einbezogen. Die Forschungsthemen werden immer von einem Wissenschaftlerteam bearbeitet, wobei das Thema durch den auf jeweils drei Jahre ernannten Direktor des Instituts, der auch die Wissenschaftler zur Mitarbeit einlädt, vorgegeben wird.
Darüber hinaus führt das Institut seit 1970 regelmäßig Ausgrabungen in Zusammenarbeit mit den zuständigen Soprintendenzen der italienischen Altertumsverwaltung in Rom und der näheren Umgebung durch. So fanden von 1975 bis 1980 Ausgrabungen im antiken Ficana zwischen Rom und Ostia Antica statt. Zwischen 1981 und 1985 wurde unter Verantwortung des Instituts der Bereich des Lacus Iuturnae auf dem Forum Romanum archäologisch untersucht. In Zusammenarbeit mit den anderen skandinavischen Instituten in Rom wurde 1998/99 eine große römische Villenanlage in Santa Maria am Nemisee ausgegraben.
Forschungsergebnisse des Instituts werden in der Serie Acta Instituti Romani Finlandiae veröffentlicht, die sowohl Monographien als auch Sammelbände umfasst. Die Beiträge werden einem anonymisierten Peer-Review unterworfen. Die Bibliothek des Instituts umfasst rund 17.000 Bücher, überwiegend zur lateinischen Epigraphik, zur Topographie Roms und zur Alten Geschichte; außerdem eine kleine Büchersammlung zu finnischer Kunst und Architektur.
Untergebracht ist das Institut in der von Giulio Romano entworfenen Villa Lante, einer der besterhaltenen Renaissance-Villen der Stadt. Es teilt sich das Gebäude mit der Finnischen Botschaft am Heiligen Stuhl. Die Räumlichkeiten werden vom Institut auch für Konzerte, Lesungen und internationale Kolloquien genutzt und sind der Öffentlichkeit zu festgelegten Zeiten zugänglich. Die finanzielle Grundlage des Instituts gewährleistet die Institutum Romanum Finlandiae Foundation.

## Direktoren
- Torsten Steinby (1953–1955)
- Henrik Zilliacus (1956–1959)
- Veikko Väänänen (1959–1962)
- Jaakko Suolahti (1962–1965)
- Patrick Bruun (1965–1968)
- Veikko Väänänen (1968–1969)
- Tuomo Pekkanen (1969–1972)
- Henrik Lilius (1972–1976)
- Heikki Solin (1976–1979)
- Eva Margareta Steinby (1979–1982)
- Veikko Litzen (1983–1985)
- Unto Paananen (1986–1989)
- Anne Helttula (1989–1992)
- Eva Margareta Steinby (1992–1994)
- Päivi Setälä (1994–1997)
- Christer Bruun (1997–2000)
- Christian Krötzl (2000–2003)
- Mika Kajava (2003–2006)
- Kaj Sandberg (2006–2009)
- Katariina Mustakallio (2009–2013)
- Tuomas Heikkilä (2013–2017)
- Arja Karivieri (2017–2021)
- Ria Berg (seit 2021)